# I lancieri del Bengala
I lancieri del Bengala (The Lives of a Bengal Lancer) è un film del 1935 diretto da Henry Hathaway.
In The Lives of a Bengal Lancer, romanzo del maggiore Francis Yeats-Brown pubblicato a New York nel 1936, è narrata l'eroica azione di tre giovani tenenti ai perigliosi confini dell'India britannica, mossi dal senso del dovere e dallo spirito di corpo. Il film ebbe un successo strepitoso che decretò l'affermazione di un genere per il quale rimase a lungo un riferimento. Tra le chiavi del successo: la solidità del racconto, l'ambientazione esotica, la sobrietà nel disegno dei personaggi, il ritmo secco nelle scene d'azione e il carisma del divo Gary Cooper.

## Trama
Dopo un'azione nella quale ha dimostrato tutto il suo valore ma anche la sua spiccata tendenza all'insubordinazione, il tenente McGregor è chiamato ad accogliere due nuovi giovani ufficiali nella guarnigione del 41° Lancieri del Bengala, alla frontiera nord-ovest dell'India. Si tratta del tenente Forsythe, proveniente da un corpo di élite denominato "i Blues", e del tenente Donald Stone, al suo primo incarico. Questi è anche il figlio del severissimo colonnello Tom Stone che comanda il reggimento, e che lo accoglie con freddezza e distacco, coprendo con la rigidezza della disciplina militare qualsiasi possibile tentazione di favoritismo. Il tenente McGregor, contrario a questi eccessi, prende sotto la sua ala il volonteroso ma fragile giovane ufficiale.
Quando dopo mesi di severo apprendistato c'è da intraprendere una prima azione, il colonnello ne dà il comando a McGregor ma gli ordina di non prendere con sé il figlio. Nella rischiosa operazione che li porta a contatto con i ribelli, McGregor riesce a contattare l'infiltrato Barret che lo informa che il capo dei ribelli Mohammed Khan, sta per impadronirsi di un enorme quantitativo di munizioni, dopo di che sarà pronto per sferrare un massiccio attacco con un'ampia coalizione di ribelli. McGregor riferisce la cosa al colonnello Stone che ha appena avuto notizia di un ordine di munizioni proveniente dall'emiro di Gopal, grande amico della Corona britannica. Così, anziché anticipare i ribelli, preferisce andare incontro all'emiro per capirne il livello di coinvolgimento.
Ufficialmente la spedizione inglese si muove per accettare l'invito a partecipare ad una grande caccia al cinghiale organizzata dall'emiro. Alla corte di questi, con grande meraviglia, si trova proprio quel Mohammed Khan del quale si sospettava che avesse mosso l'emiro ad ordinare quelle munizioni che lo stesso vorrà sottrarre per armare i ribelli.
Il tono amichevole degli incontri non avvicina affatto le parti, tanto che Khan, nel lasciare Gopal, con la complicità di Tania, una spia russa che ha agito da esca, rapisce Donald Stone e nel contempo rispedisce agli inglesi il corpo di Barret, ucciso dopo torture. Il colonnello, che pure si era dimostrato premuroso verso il figlio durante la caccia al cinghiale, si mostra inflessibile di fronte al ricatto dei ribelli. McGregor trova inaccettabile che il ragazzo venga abbandonato così e per essersi ribellato viene posto agli arresti. Qui però, convince il suo custode, il tenente Forsythe, a disertare per salvare il comune amico. Recatisi a Mogala, la roccaforte di Khan, i due vengono presto arrestati. Sottoposti a tortura, McGregor e Forsythe resistono, mentre Stone finisce per cedere, svelando dove poter recuperare il famoso carico di munizioni. Così, pochi giorni dopo, mentre i tre sono ancora in cella, Mogala è in festa per l'arrivo del ricchissimo bottino.
Grazie all'astuzia di Forsythe i tre riescono però ad evadere e, grazie al sacrificio di McGregor, annientano l'enorme potenziale di fuoco dei ribelli, proprio in vista dello scontro con le truppe inglesi.
L'eroica azione, decisiva per il successo inglese contro i ribelli, è poi premiata con i riconoscimenti del caso. Il giovane Stone viene insignito proprio dal padre, mentre l'onorificenza più alta, riservata al caduto McGregor, viene appuntata sul sottosella del suo cavallo, rimasto senza cavaliere.

## Produzione
Il film, era in programma già dal 1931 quando Ernest B. Schoedsack fu incaricato di girare in India delle scene di una caccia alla tigre. Il progetto rimase poi fermo per anni e quando nel 1935 venne ripreso, si scoprì che la pellicola con le immagini indiane era talmente deteriorata da non poter essere utilizzata. Tutte le riprese del film vennero poi effettuate nel sud della California.
Le riprese iniziarono il 20 agosto e durarono fino al 27 novembre 1934. All'inizio di dicembre, vennero girate delle scene aggiunte.

## Distribuzione
Il copyright del film, richiesto dalla Paramount Productions, Inc., fu registrato il 24 gennaio 1935 con il numero LP5269.

Venne presentato in prima a New York nella settimana del 4 gennaio, uscendo poi nelle sale il 18 gennaio 1935.

### Riconoscimenti
Ha ricevuto sette candidature ai Premi Oscar 1936, tra cui quella per il miglior film, vincendo il premio per la migliore aiuto regia.
Nel 1935 è stato indicato tra i migliori dieci film dell'anno dal National Board of Review.